# Gregor Grilc
Gregor Grilc (* 13. Februar 1970) ist ein ehemaliger slowenischer Skirennläufer.

## Biografie
Grilcs Karriere begann 1988, damals noch für Jugoslawien startend, vielversprechend mit dem Gewinn der Juniorenweltmeisterschaft im Riesenslalom. Im Jahr darauf wurde er in Aleyska (USA) Junioren-Vizeweltmeister im Slalom.
Von 1992 bis 1997 nahm Grilc dann am Weltcup teil, konnte aber nie mehr wirklich an seine Leistungen als Junior anknüpfen. Nach fünf Saisonen standen lediglich zwei Platzierungen unter den besten Zehn zu Buche: zum Jahreswechsel 1993/94 fuhr er zweimal hintereinander bei den Slaloms von Madonna di Campiglio und Kranjska Gora auf Rang 6 bzw. Rang 8.
Auch bei den großen internationalen Wettkämpfen blieb Grilc im Mittelfeld. Bei seinen beiden Olympiateilnahmen 1992 in Albertville und 1994 in Lillehammer belegte er lediglich Plätze zwischen 16 und 24, bei seinen beiden WM-Teilnahmen 1991 und 1993 Plätze zwischen Rang 12 und 21. Nach der Saison 1996/97 beendete er seine sportliche Laufbahn.